# Raïon Prigorodny
Le raïon Prigorodny (en russe : Пригородный район, Prigorodny raïon) est l'un des huit raïons de la république d'Ossétie-du-Nord-Alanie. Il englobe la capitale de la république, Vladikavkaz.
Historiquement, le territoire du raïon Prigorodny situé sur la rive droite du fleuve Terek faisait partie de l'Ingouchie. Il a été rattaché à l'Ossétie du Nord par Staline en 1944 après la déportation des Ingouches en Asie centrale. Bien que les Ingouches furent par la suite autorisés à retourner sur leurs terres, le territoire lui-même n'a jamais été rendu à l'Ingouchie, provoquant de vives tensions dans la région. 
Il a été le site de combats en 1992 lors du conflit opposant Ossètes et Ingouches.

## Démographie
| Année     | 1989   | 2002    | 2010    |
| Habitants | 75 017 | 102 990 | 108 655 |